# 9月21日 (旧暦)
旧暦9月21日は旧暦9月の21日目である。六曜は大安である。

## できごと
- 延宝元年（グレゴリオ暦1673年10月30日） - 内裏炎上や洪水などにより寛文から延宝に改元
- 嘉永7年（グレゴリオ暦1854年11月11日） - 幕府、オランダに蒸気軍艦2隻を発注（咸臨丸及び朝陽丸）
- 文久3年（グレゴリオ暦1863年11月2日） - 三河国加茂郡の農民が物価引下げを求めて一揆。初の「世直し一揆」
- 文久3年（グレゴリオ暦1863年11月2日） - 土佐藩が、武市瑞山ら尊攘派を一斉に投獄

## 忌日
- 寛永2年（グレゴリオ暦1625年10月22日） - 吉川広家、周防国岩国領初代領主（* 1561年）
- 承応元年（グレゴリオ暦1652年10月23日） - 別木庄左衛門、牢人（* 生年不明）